# Lenguaje de indización
Un lenguaje de indización o vocabulario controlado es aquel que ha sido diseñado bajo criterios preestablecidos de normalización y que buscan ofrecer un modelo para el acceso y la recuperación de la información.
Los lenguajes de indización son considerados lenguajes artificiales de estructuras precoordinadas, cuya finalidad principal ha de estar centrada en servir como instrumento mediador entre las preguntas que efectúan los usuarios de la información y la documentación o los contenidos que se administran en las bases de datos bibliográficas o documentales, a través de una interrelación semántica-conceptual, permitiendo obtener altos niveles de acierto y efectividad sobre los resultados obtenidos. Posibilita la entrada de documentos al sistema bibliográfico atendiendo a su contenido. Igualmente desempeña una labor fundamental en el momento de la recuperación. Existen tres tipos fundamentales de lenguajes de indización si representan palabras, temas o conceptos identificados por unitérminos, materias y por descriptores.
Entre los lenguajes de indización más comúnmente empleados podemos citar los tesauros, los índices, los vocabularios controlados, las listas de encabezamientos de materias y las ontologías.